# Noel Bryan Slater
Noel Bryan Slater, oft N. B. Slater zitiert, (* 1912 in Blackburn; † 31. Januar 1973) war ein britischer Mathematiker und Physiker, der sich unter anderem mit statistischer Mechanik und physikalischer Chemie sowie Wahrscheinlichkeitstheorie beschäftigte.
Slater besuchte die Universität Edinburgh, wo er unter anderem bei Edmund Taylor Whittaker studierte, und die Universität Cambridge (Gonville and Caius College), wo er 1939 bei Ralph Fowler in statistischer Mechanik (A Theory Of The Rates Of Unimolecular Reactions In Gases) promovierte. Danach war er Observator am Sonnen-Observatorium in Cambridge unter Frederick John Marrion Stratton (1881–1960), wo er sich mit Sonneneruptionen beschäftigte. Während des Zweiten Weltkriegs arbeitete er in der Militärforschung (Ballistik). Kurz nach dem Krieg wurde er Lecturer und ab 1958 Reader für Angewandte Mathematik an der University of Leeds, wo später auch Thomas George Cowling sein Kollege war, bekannt für sein Lehrbuch von 1939 über kinetische Gastheorie mit Sydney Chapman. Slater beschäftigte sich hier ebenfalls weiter (wie schon unter Fowler) mit der physikalischen Theorie unimolekularer Reaktionen, was 1959 zu seinem Lehrbuch darüber führte und dazu, dass er 1955 Gastprofessor für Chemie an der Cornell University war. Gleichzeitig war er Sekretär der Leeds Astronomical Society. 1961 wurde er Professor für Angewandte Mathematik an der University of Hull.
In seinen letzten Jahren befasste er sich hier vornehmlich mit der Theorie der Warteschlangen, nachdem er sich schon bei seinen Arbeiten über statistische Mechanik mit sich daraus ergebenden mathematischen Problemen beschäftigt hatte, zum Beispiel mit „Dynamik“ (asymptotische Verteilung) ganzzahliger Vielfacher irrationaler Zahlen mod 1.
Er gab auch die englische Ausgabe von Wiktor Nikolajewitsch Kondratjews Buch Chemical kinetics of gas reactions heraus (Pergamon Press 1964), wofür er Russisch lernte. Kurz nach dem Krieg gab er auch auf Veranlassung seines Lehrers Whittaker aus nachgelassenen Manuskripten die unvollständigen Kapitel des Buches des 1944 verstorbenen Astrophysikers Arthur Eddington Fundamental Theory heraus. Das geschah in Form eines Buches aus der Analyse der nachgelassenen Manuskripte. Der damals in Großbritannien unter anderem wegen seiner Arbeit in den 1920er Jahren über Albert Einsteins Allgemeine Relativitätstheorie, der er mit zum Durchbruch verhalf, und über den Aufbau von Sternen sehr hoch geschätzte Eddington behauptete in späteren Jahren, exakte Werte für fundamentale Naturkonstanten abgeleitet zu haben, was sich aber als nicht haltbar herausstellte, ein Ergebnis, zu dem auch Slater nach intensiver Beschäftigung mit dem Nachlass kam. Slater selbst sprach noch vor dessen Tod mit Eddington über das Buch (1942 und 1944) und griff auf mehrere Vorfassungen von Eddingtons Buch in dessen Nachlass zurück.
1954 wurde er Fellow der Royal Society of Edinburgh und 1939 Fellow der Royal Astronomical Society.

## Verweise
1. ↑  Noel B. Slater im Mathematics Genealogy Project (englisch)  abgerufen am 31. Oktober 2024.
2. ↑  Genauer mit der Verteilung der Abstände der natürlichen Zahlen N, für die {\displaystyle N\nu _{i},i=1,...,d} (komponentenweise mod 1) in ein vorgegebenes konvexes Gebiet (wie ein Hyperellipsoid) fällt. Dabei sind {\displaystyle 1,\nu _{1},..,\nu _{d}} linear unabhängig.
3. ↑  englische Transkription V. N. Kondratev (1902–1979)
4. ↑  veröffentlicht von Whittaker ohne die unvollständigen Kapitel bei Cambridge University Press 1946
5. ↑  So schon in seinem Relativity Theory of Protons and Electrons von 1936
6. ↑  C. W. Kilmister Eddington´s Search for a fundamental theory – a key to the universe, Cambridge University Press 1994, S. 226. Kilmister selbst beschäftigte sich ebenfalls seit den 1950er Jahren mit Eddingtons Spätphase und benutzte Slaters Buch in seinem späteren Buch von 1994 als Grundlage (Kilmister, loc. cit., S. 6).

| Personendaten    | Personendaten                        |
| ---------------- | ------------------------------------ |
| NAME             | Slater, Noel Bryan                   |
| ALTERNATIVNAMEN  | Slater, N. B.                        |
| KURZBESCHREIBUNG | britischer Mathematiker und Physiker |
| GEBURTSDATUM     | 1912                                 |
| GEBURTSORT       | Blackburn                            |
| STERBEDATUM      | 31. Januar 1973                      |